# Stygiinae
De Stygiinae vormen een onderfamilie van vlinders uit de familie van de Houtboorders (Cossidae). De wetenschappelijke naam van deze onderfamilie is voor het eerst gepubliceerd door Roman Viktorovitsj Jakovlev in 2011.

## Geslachten
(Tussen haakjes het aantal soorten binnen het geslacht)
- Stygia Latreille, 1802 (4)
- Neostygia Wiltshire, 1980 (1)